# Шимунич, Йосип
Йо́сип «Джо» Ши́мунич (хорв. Josip Šimunić; 18 февраля 1978, Канберра, Австралия) — хорватский футболист, центральный защитник. С 2001 по 2013 годы постоянно играл в составе сборной Хорватии.

## Клубная карьера
Шимунич родился в столице Австралии Канберре в семье эмигрантов — боснийских хорватов. Первые шаги в футболе сделал в знаменитой австралийской спортивной академии — Австралийском институте спорта, из которого вышли многие известные австралийские футболисты, как например большой приятель Шимунича, Марк Видука. В сезоне 1995/96 Шимунич пришёл в свой первый профессиональный клуб, «Мельбурн Найтс», где юный Йосип уже в первом же сезоне выступил успешно, завоевав с командой медали чемпионата Австралии. В сезоне 1996/97 Шимунич забил свои первые голы в официальных матчах — 2 в 14 матчах лиги.
Талантливым игроком вскоре заинтересовались в Европе. Летом 1997 года Шимунич подписал контракт с немецким клубом «Гамбург». В Бундеслиге молодой игрок не имел практически никаких шансов сразу заиграть, и дебютировал только в 33 туре, 22 мая 1998 года в выездном матче против дортмундской «Боруссии», выйдя на замену на 84 минуте. Команда завершила сезон на 9 месте. В сезоне 1998/99 он не провел ни одного матча. В следующем сезоне 1999/2000 он вышел на поле в 6 встречах, а в зимний перерыв стал футболистом столичной «Герты», стоимость трансфера составила около 180 тысяч евро. В весенней стадии чемпионата Бундеслиги он не сыграл ни одного матча. В сезоне 2000/01 тренер «Герты» Юрген Рёбер всё чаще ставил Шимунича в состав столичной команды, при этом конкуренция в оборонительной линии была довольно велика: в команде играли такие защитники, как Эйолфур Свериссон, Марко Ремер или Костас Константинидис. В сезоне 2000/01 «Герта» заняла 5-е место в Бундеслиге и попала в число участников Кубка УЕФА. Сезон 2001/02 был для Шимунича более успешным. Он наконец-то стал игроком основного состава «Герты», занявшей ещё более высокое место — 4-е. Выступление в Кубке УЕФА было не столь успешным, «Герта» уступила в третьем раунде швейцарскому «Серветту».
Летом 2002 года в столичном клубе сменился главный тренер. Рёбер уступил место голландцу Хубу Стевенсу, но на месте Шимунича в основном составе команды это никак не сказалось. Футболист стабильно выходил на поле в центре обороны. В сезоне 2002/03 Шимунич провел 22 матча, а 7 декабря 2002 года забил свой первый гол в Бундеслиге (ударом головой на 25 минуте в матче с «Вольфсбургом» (2:2)). В конце сезона берлинцы оказались снова на 5-м месте. Значительно хуже «Герта» провела сезон 2003/04. С Шимуничем в составе она вылетела уже в первом раунде Кубка УЕФА, уступив польскому «Гроцлину», а в бундеслиге заняла лишь 12-е место. Сезоне 2004/05 команда провела увереннее, заняв высокое 4-е место, Шимунич провел в том сезоне 30 матчей. В сезоне 2005/06 Шимунич играл мало, проводя больше времени, залечивая травму, и в итоге сыграл только 18 матчей, а команда пришла к финишу на 6-м месте. В Кубке УЕФА «Герта» вышла в групповую стадию, прошла дальше, заняв в группе 3-е место, но уже в следующем раунде не смогла переиграть румынский клуб «Рапид» из Бухареста.
В сезоне 2006/07 Шимунич со своей командой победили в Кубке Интертото и вышли в основной турнир Кубка УЕФА.
30 июня 2009 года перешёл из «Герты» в «Хоффенхайм».
Летом 2011 года перешёл в загребское «Динамо» на правах свободного агента, подписал контракт на 2 года.

## Карьера в сборной
Шимунич должен был играть за сборную Австралии, но с самого начала был решительно настроен представлять в футболе родину своих предков. В сборной Хорватии Шимунич дебютировал 10 ноября 2001 года в матче со сборной Южной Кореи (0:2), заменив на 46 минуте Влатко Джолонгу. В 2001 году во время отборочных матчей чемпионата мира 2002 года он не сыграл ни разу, но в итоге оказался включен в число участников финальной стадии, заменив получившего травму Игора Тудора. В чемпионате выходил на поле во всех 3 матчах своей сборной, однако та не смогла выйти из своей группы. Шимунич входил в состав хорватской команды также и на чемпионате Европы 2004 года. В отборочном турнире он забил свой первый гол в сборной — 6 сентября 2003 года он поразил ворота сборной Андорры, а хорваты победили со счетом 3:0.
В 2006 году он был включён в число игроков сборной на чемпионате мира в Германии. Там он также принял участие во всех матчах своей команды. При этом он стал героем курьёзного случая: в матче группового этапа со сборной Австралии он получил три жёлтые карточки в одном матче. Первое своё предупреждение он получил от судьи встречи Грэма Полла на 61 минуте. На 90-й минуте матча арбитр снова показал ему жёлтую карточку, однако при этом не выдворил его с поля. Как выяснилось позднее, судья записал это предупреждение к себе в блокнот, при этом сократив фамилию до трех букв (Šim.), а когда показывал вторую жёлтую карточку подумал что первую карточку показал другому игроку сборной Хорватии Дарио Шимичу. Эту ошибку не заметили ни боковые судьи, ни инспектор матча. Наконец, на 93 минуте Шимунич увидел перед собой третью жёлтую карточку и всё-таки покинул поле.
11 октября 2011 года провёл свой 90-й матч за сборную, а 6 февраля 2013 года в товарищеской игре со сборной Южной Кореи в 100-й раз сыграл за национальную команду.
19 ноября 2013 года после матча со сборной Исландии, который обеспечил сборной Хорватии выход в финальную часть чемпионата мира 2014 года, публично позволил себе нацистские выкрики. Комитет по этике ФИФА дисквалифицировал Шимунича на 10 матчей.

## Достижения
«Мельбурн Найтс»
- Чемпион Австралии: 1996

«Герта»
- Обладатель Кубка немецкой лиги (2): 2001, 2002

«Динамо» (Загреб)
- Чемпион Хорватии (3): 2011/12, 2012/13, 2013/14
- Обладатель Кубка Хорватии: 2011/12